# Musca sacalis
Musca sacalis är en tvåvingeart som först beskrevs av Clas Bjerkander 1783.  Musca sacalis ingår i släktet Musca, ordningen tvåvingar, klassen egentliga insekter, fylumet leddjur och riket djur.
Artens utbredningsområde är Sverige. Inga underarter finns listade i Catalogue of Life.